# Аккольська сільська адміністрація
Акко́льська сільська адміністрація (каз. Ақкөл ауылдық әкімдігі, рос. Аккольская сельская администрация) — адміністративна одиниця у складі Джангельдинського району Костанайської області Казахстану. Адміністративний центр та єдиний населений пункт — село Акколь.
Населення — 461 особа (2021; 608 у 2009, 786 у 1999, 1080 у 1989).
Станом на 1989 рік існувала Аккольська сільська рада (села Збан, Каракум, Кішиколь, Шоптиколь).

## Склад
До складу адміністрації входять такі населені пункти:
| Населений пункт | Старі назви | Населення, осіб (1989) | Населення, осіб (1999) | Населення, осіб (2009) | Населення, осіб (2021) |
| --------------- | ----------- | ---------------------- | ---------------------- | ---------------------- | ---------------------- |
| Акколь, село    | Збан        | 699                    | 677                    | 608                    | 461                    |
| Каракум, село   | -           | 128                    | -                      | -                      | -                      |
| Кішиколь, село  | -           | 136                    | 82                     | -                      | -                      |
| Шоптіколь, село | Шоптиколь   | 117                    | 27                     | -                      | -                      |